# Donja Zelina
Donja Zelina är en ort i Kroatien.   Den ligger i länet Zagrebs län, i den nordöstra delen av landet, 24 km nordost om huvudstaden Zagreb. Donja Zelina ligger 155 meter över havet och antalet invånare är 731.
Terrängen runt Donja Zelina är platt åt sydost, men åt nordväst är den kuperad. Runt Donja Zelina är det ganska tätbefolkat, med 67 invånare per kvadratkilometer. Närmaste större samhälle är Sesvete, 14,1 km sydväst om Donja Zelina. Omgivningarna runt Donja Zelina är en mosaik av jordbruksmark och naturlig växtlighet.